# Frank Elstner
Frank Elstner, (nacido 19 de abril de 1942 en Linz, Austria) es un presentador de televisión alemán, su nombre completo es Timm Maria Franz Elstner.

## Carrera
Elstner fue a la escuela en Rastatt en Alemania y obtuvo su primera experiencia en la radiodifusión como un niño cuando él actuaba en las obras de la estación de radio para entonces conocido como Südwestfunk, ahora como Südwestrundfunk, que sirvió de Renania-Palatinado y el sur de Baden-Württemberg.
La primera vez que se hizo famoso como presentador (y como el director del programa) para el programa de radio en Radio Luxemburgo, Alemania (hasta 1983). Se inició en la televisión con series como Spiel ohne Grenzen (juego sin restricciones) y Die Montagsmaler (los dibujantes lunes).
En 1981 se inventó el programa Wetten, dass ..? ("¿Quieres apostar ..?") que se hizo muy popular y sigue siendo uno de los espectáculos de mayor éxito en Europa. Ese año, Elstner se presentó con un Bambi, la televisión alemana y el premio de los medios. 
En Gran Bretaña fue copiado como ¡Por supuesto! y salió corriendo de 1988 a 1997. Elstner presentó el espectáculo alemán sí mismo hasta 1987, que aparece 39 veces en total, antes de entregárselo a Thomas Gottschalk.
Elstner trabajó para la compañía de televisión ZDF desde hace muchos años pero se trasladó a RTL, cuando las cifras de audiencia cayó. En este caso, se presentó la versión alemana del concurso de televisión Jeopardy!. También tiene su propia compañía, Elstnertainment, que desarrolla nuevas ideas para los programas de televisión y los vende a los servicios públicos y empresas privadas de televisión.

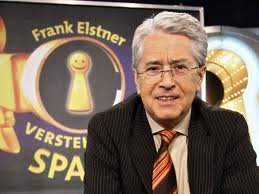
Frank en VSS?

Hoy en día trabaja principalmente para Elstner Südwestrundfunk (SWR) de nuevo (formado a partir de la edad y Südwestfunk Süddeutscher Rundfunk, la presentación de la charla Menschen mostrar der Woche. Desde el 28 de septiembre de 2002, ha trabajado para la ARD como el presentador de la noche del sábado muestran Verstehen Sie Spaß?, el equivalente alemán de la cámara indiscreta, a raíz de Cherno Jobatey. Hasta el inicio de 2005 también presentó el espectáculo Einfach Millionär (Sólo un millonario), dirigido por la lotería de televisión ARD, hoy todavía anuncia los ganadores de la lotería semanal de televisión ARD.
En 2006 Frank Elstner fue incluida en el Rose d'Or Salón de la Fama, en el 25 aniversario de su mayor éxito, Wetten, dass ..?. El mismo año que fue en un peregrinaje de 517 kilómetros a lo largo del Camino de Santiago, inspirado en la peregrinación compañera presentadora de televisión Hape Kerkeling del diario de mal Ich bin dann weg ("Me voy por un rato, y luego").
Desde el 12 de septiembre de 2006 Frank Elstner ha presentado la demostración del concurso de morir Besten im Südwesten (El mejor en el suroeste) en los cables de acero. También presenta la ARD muestran Die große Mostrar der Naturwunder (The Biggest Maravillas Naturales Show), junto con Ranga Yogeshwar.
Frank presentó su último episodio de "VSS?" el 21 de noviembre de 2009. Fue reemplazado en 2010 por Guido Cantz.

## Vida personal
Frank Elstner está casado, tiene cinco hijos, es vegetariano y lleva una prótesis ocular ya que ha Microftalmía.
- Datos: Q97353
- Multimedia: Frank Elstner / Q97353